# 傑斐遜州
傑斐遜州（英語：State of Jefferson）是美國一個構想中的州，其範圍包括了奧勒岡州的南部地區和加利福尼亞州的北部地區。名稱來自於美國的第三任總統托馬斯·傑斐遜。在19世紀和20世紀，一直都有成立傑斐遜州的呼聲。在1941年，傑斐遜州幾乎就要成立，但因為珍珠港事件導致太平洋戰爭爆發，最終設州一事無疾而終。如果當時傑斐遜州真的成立的話，那麼其將是美國人口最少的一州。